# Сейфитдинов, Шахбал Сахаутдинович
Сайфетдинов Шахибал Сахаутдинович (баш. Сәйфетдинов Шаһыбал Сәхәүетдин улы, 1847 — не ранее 1907) — потомственный почетный гражданин, депутат Государственной Думы II созыва от Оренбургской губернии.
Шахибал Сахаутдинович родился в 1847 году в деревне Мусино Троицкого уезда Оренбургской губернии (ныне Учалинский район Башкортостана). Потомственный почетный гражданин. Образование получил домашнее. Землевладелец.
Депутат из Оренбургской губернии Шахибал Сайфетдинов внес от имени башкир заявление в аграрную комиссию II Государственной думы, в котором раскрыл историю вотчинного права башкир, состояние башкирского землепользования в начале XX века. Касаясь проблемы расхищения башкирских земель, он дал оценку законам конца XIX века. (от 6 июня 1894 года и 20 апреля 1898 года). В заявлении содержалось предложение из 7 пунктов, в которых обосновывалась необходимость отмены указанных законов как несправедливых и издания нового законоположения:
1. Отменить закон 6 июня 1894 года по которому все леса башкир-вотчинников и припущенников взяты в заведование казны, предоставить самим вотчинникам и припушенникам [право] охранять и пользоваться лесами по установленной норме.
2. Отменить закон 20 апреля 1898 года, по которому продолжается производство душевых наделов по X ревизии, как не соответствующий местным условиям и являющийся прямым основанием к расстройству развитого хозяйства башкир и сокращению их скотоводства.
3. Издать новое законоположение для башкир о том, чтобы земля их, если то будет признано необходимым, была бы разделена по числу наличных душ, для чего установить норму, вполне обеспечивающую их потребность как по отношению хлебопашества, так и скотоводства, не образуя чересполосные участки…

6. Те земли, которые благодаря давлениям местных властей и влиятельных лиц отданы на долгосрочные аренды за бесценок и без соблюдения интересов башкир, возвратить им, признав договоры недействительными…